# 聖羅薩德爾姆布圖伊
24°58′30″S 56°18′36″W / 24.97500°S 56.31000°W
聖羅薩德爾姆布圖伊（西班牙語：Santa Rosa del Mbutuy），是巴拉圭的城鎮，位於該國東部，由卡瓜蘇省負責管轄，距離亞松森190公里，始建於1746年，面積298平方公里，2008年人口1,522，人口密度每平方公里5.11人。